# Casa Avezzano
Casa Avezzano è un palazzo di Torino in stile liberty. Progettato da Pietro Betta fu inaugurato nel 1912.

## Storia
All'inizio del Novecento Torino divenne una delle città europee in cui l'evoluzione tra l'architettura neogotica e il liberty trovò ampio spazio. In questo contesto l'architetto Pietro Betta, discostandosi da alcuni elementi imprescindibili dell'architettura libertyana, riuscì a coniugare l'imponenza e la linearità del neoclassicismo con la praticità e la sinuosità degli elementi modernisti, progettando il palazzo signorile che assunse la denominazione di "Casa Avezzano", inaugurato nel 1912 tra i quartieri centrali della Crocetta e Borgo San Secondo, in via Giambattista Vico al numero civico 2. Fu uno dei primi edifici torinesi costruiti con una struttura in calcestruzzo armato.
Le rotaie poste appena dietro il palazzo venivano utilizzate nella prima metà del Novecento dai vigili del fuoco che così potevano rapidamente spostarsi in tram per raggiungere o avvicinarsi il più possibile ai luoghi colpiti da un incendio.

## Descrizione

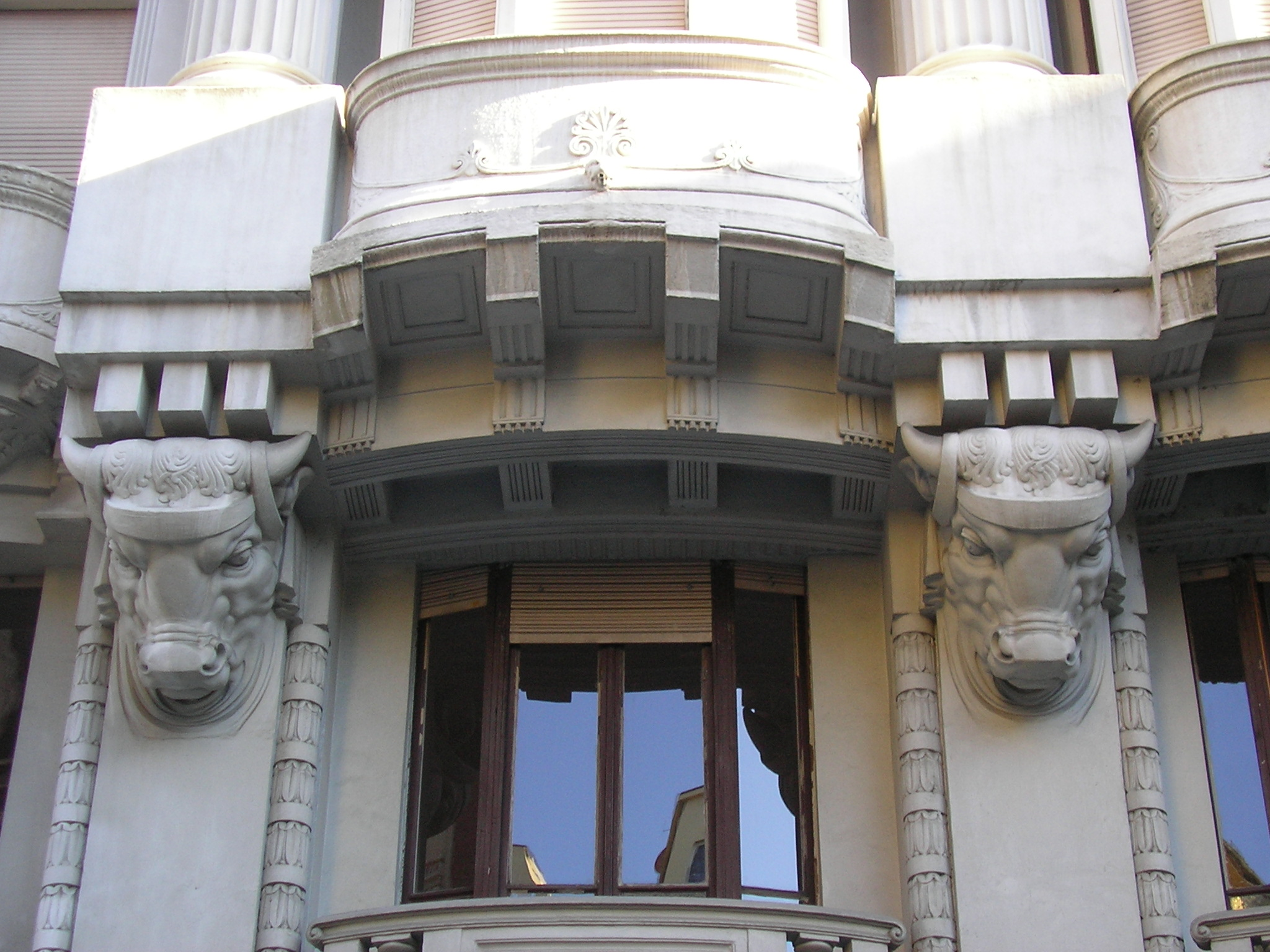
Particolare della facciata

Edificio in stile liberty definito hoffmanniano per via delle decorazioni geometrizzanti tipiche del classicismo e degli aspetti di praticità, sinuosità e luminosità propri del secessionismo che caratterizzarono molti dei progetti artistici novecenteschi dell'architetto austriaco Josef Hoffmann, allievo e collega di Otto Wagner.
La facciata è scandita da una sequenza di grosse colonne corinzie aggettanti sorrette da protomi taurini e collocate lateralmente a una serie di bovindi.

## Come arrivarci
M1 Metropolitana Re Umberto.